# Músculo romboides mayor

## Estructura
El músculo romboides mayor surge en las apófisis espinosas de las vértebras torácicas T2 a T5, así como del ligamento supraspinoso. Se inserta en el borde de la escápula, aproximadamente en el nivel de la espina dorsal de la escápula. 
El romboides mayor es considerado un músculo superficial de la espalda. Está por debajo del trapecio, y está situado debajo del músculo romboides menor. Como su nombre dice (romboide), este músculo tiene forma de diamante.

## Inervación
El músculo romboides mayor, al igual que el menor, es inervado por la rama ventral primaria a través del nervio dorsal escapular (C5) Rama colateral del plexo braquial (RCPB).

## Acciones
El romboidal mayor ayuda a mantener la escápula (y, por tanto, el brazo) rígido. También actúa al retractarse la escápula, tirando de ella hacia la columna vertebral, y la baja rotando la escápula. También fija la escápula a la pared torácica.

## Galería

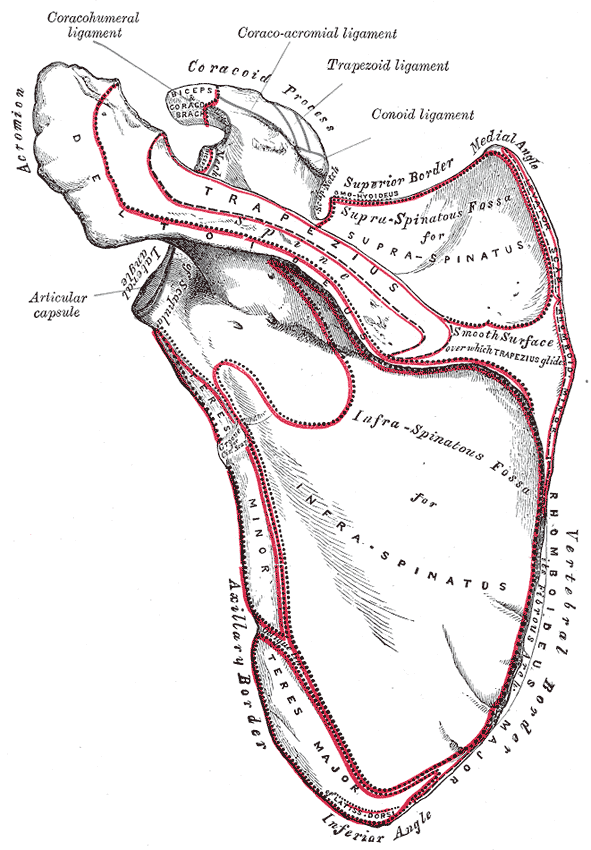
Escápula izquierda. Superficie dorsal.
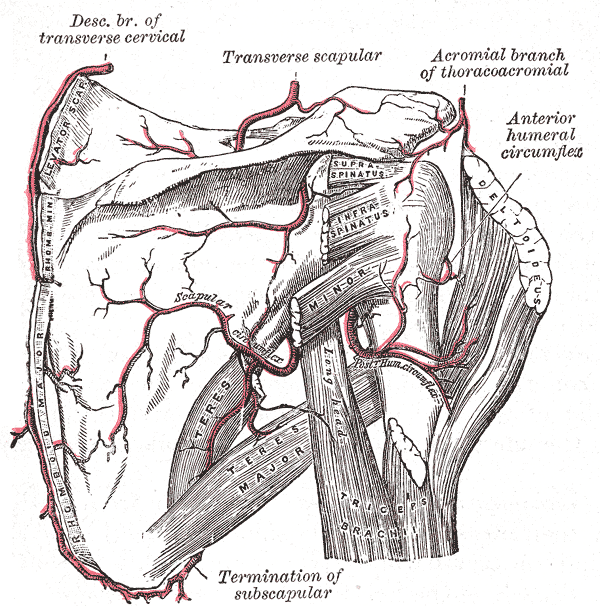
Escápula y arterias circundantes.
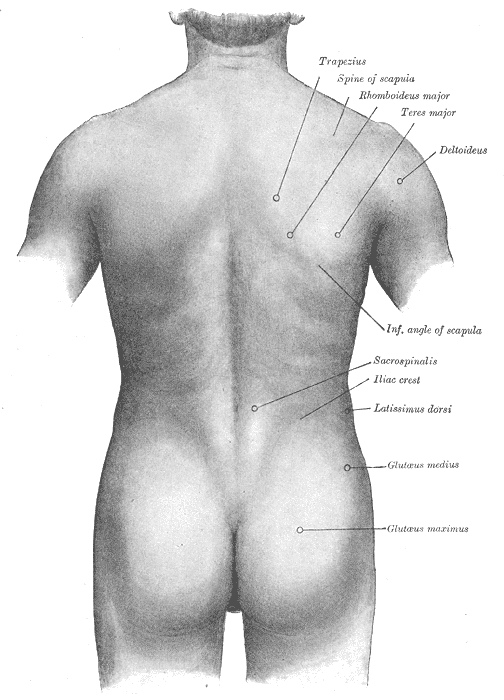
Superficie  anatómica de la espalda.

- Datos: Q617389
- Multimedia: Rhomboid major muscles / Q617389